# 1330
1330 (MCCCXXX) a fost un an obișnuit al calendarului iulian, care a început într-o zi de miercuri.

## Evenimente
- 13 ianuarie: Tratatul de la Haguenau. A fost încheiat între Ludovic al IV-lea de Bavaria și Albert "cel Înțelept" de Austria.
- 28 iulie: Bătălia de la Velbužd (Bulgaria). Țarul Mihail al III-lea al Bulgariei este înfrânt de sârbi; Serbia își extinde dominația spre Macedonia.
- 19 octombrie: Regele Eduard al III-lea devine rege al Angliei, după ce regentul Roger Mortimer este trimis la închisoare.
- 9-12 noiembrie: Bătălia de la Posada. Valahii, conduși de voievodul Basarab I, resping invazia regelui Carol Robert de Anjou al Ungariei; Țara Românească obține astfel independența.

### Nedatate
- Crearea unui cartier evreiesc la Pamplona, pentru a-i proteja de jafuri.
- Franciscanul Odorico din Pordenone ajunge în Tibet.
- Portughezii ocupă insulele Madeira.
- Sultanul otoman Orhan creează corpul ienicerilor.
- Umur Bey, ghazi de Aydin efectuează expediții împotriva insulelor grecești din Marea Egee.
- Voievodul Basarab I își stabilește reședința la Curtea de Argeș; prima mențiune a cetății Argeș.

## Arte, științe, literatură și filosofie
- 28 aprilie: Fondarea mănăstirii Ettal de către împăratul Ludovic al IV-lea.
- 16 iulie: Eclipsa de Soare calculată și prezisă cu precizie de Nichifor Gregoras.

## Nașteri
- 12 mai: Wilhelm I, duce de Bavaria (d. 1389)
- 15 iunie: Eduard Prințul Negru (d. 1376)
- 25 octombrie: Ludovic al II-lea de Flandra (d. 1384)
- Altichiero, pictor italian (d. 1390)
- Antonio Venier, doge de Veneția (d. 1400)
- Bartolo di Fredi, pictor italian (d. 1410)
- Giacopo din Casentino, pictor italian (d. 1380)
- Giovanni Dondi dall'Orologio, medic și astronom italian (d. 1388)
- Grigore al XI-lea, papă (d. 1378)
- John Gower, poet englez (d. 1408)
- Konrad von Wallenrode, mare maestru al Ordinului teutonic (d. 1393)
- Nicolas Bataille, tapițer francez (d. 1405)
- Nicolas Flamel, alchimist (d. 1417)
- Peter Parler, arhitect german (d. 1399)
- Pietro Campofregoso, doge de Genova (d. 1404)
- Simone dei Crocifissi, pictor din Bologna (d. 1399)

## Decese
- 13 ianuarie: Frederic I, duce de Austria (n. 1286)
- 28 iulie: Mihail al IV-lea Șișman, țar al Bulgariei (n. ?)
- 29 noiembrie: Roger Mortimer, regent al Angliei (n. 1287)

- Alexios al II-lea (Alexios II Megas Comnen), 47 ani, împărat bizantin de Trapezunt (1297-1230), (n. 1282)
- Guillaume Durand, cleric francez (n. ?)
- Lorenzo Maitani, 74 ani, arhitect și sculptor italian (n. 1255)
- Maximus Planudes, 69 ani, gramatician și teolog bizantin (n.c. 1260)
- Pietro Cavallini, 70 ani, artist italian (n. 1259)
- Ubertino din Casale, 70 ani, predicator și teolog italian (n. 1259)